# 캠던타운

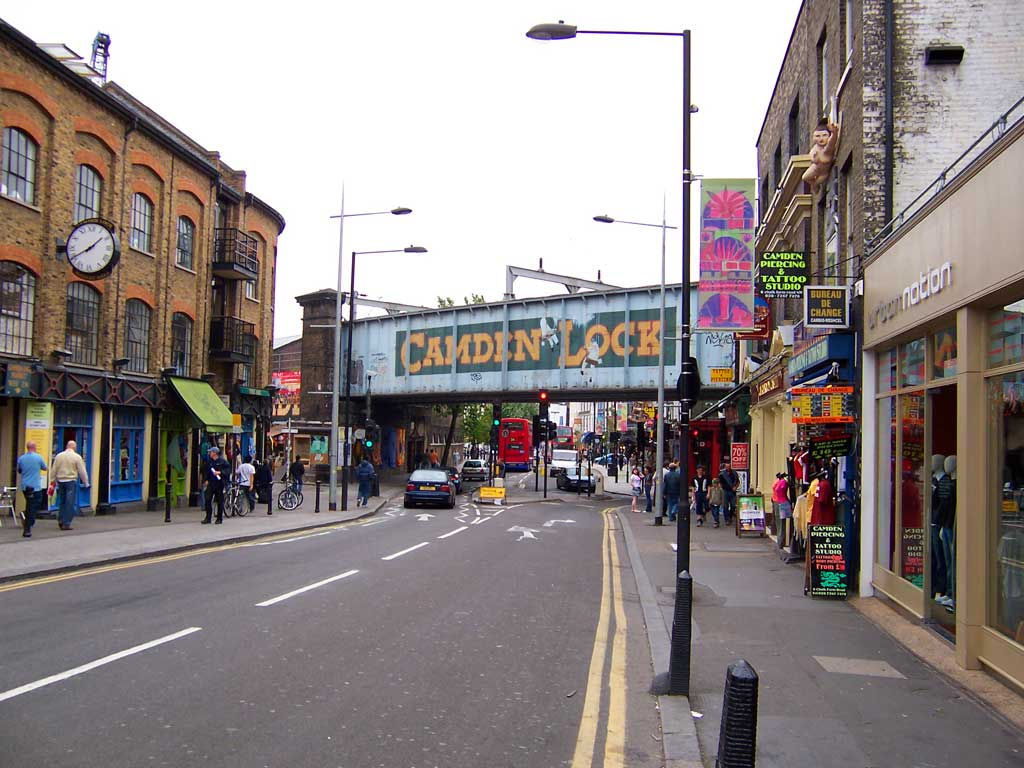
캠던타운

캠던타운(Camden Town)은 런던의 한 지역으로, 인구는 26,122명이다. 캠던(Camden)으로 축약되며 Charing Cross에서 북북서쪽으로 약 4.1km 떨어진 캠던구(London Borough of Camden)에 있는 지역이다. 역사적으로 미들섹스에서는 런던 계획에서 그레이터 런던의 34개 주요 중심지 중 하나로 확인되었다.
1791년부터 주거 지역으로 조성되었으며 원래는 켄티시타운(Kentish Town)의 영지와 세인트판크라스(St Pancras) 교구의 일부였던 캠던타운은 초기 철도 개발 과정에서 중요한 위치가 되었으며, 이로 인해 런던 운하 네트워크에서 입지가 강화되었다. 이 지역의 산업 경제 기반은 소매, 관광, 엔터테인먼트 등 서비스 산업으로 대체되었다. 현재 이 지역에는 대안 문화와 관련된 거리 시장과 음악 공연장이 있다.